# Пеуселье, Карлос
Ка́рлос Десиде́рио Пеусе́лье (исп. Carlos Desiderio Peucelle; 13 сентября 1908, Буэнос-Айрес — 1 апреля 1990, Буэнос-Айрес) — аргентинский футболист, полузащитник, тренер. Участник первого чемпионата мира.

## Карьера

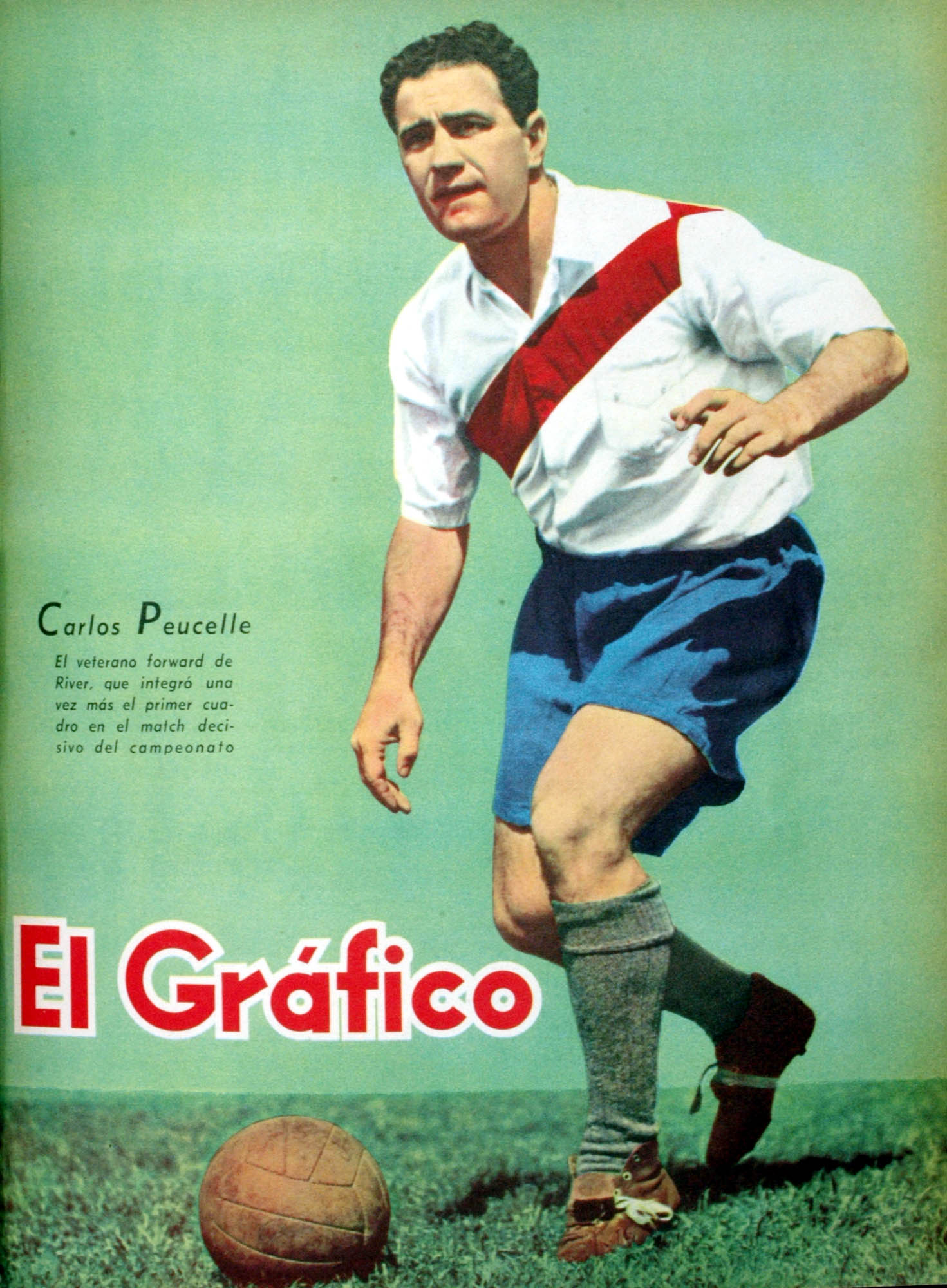
Пеуселье в 1941 году

Карлос Пеуселье родился около Каса Амарилья в районе Буэнос-Айреса Барракасе в семье мигрантов из Франции. Он начал свою карьеру в клубе «Спортиво Анчорена», откуда в 16 лет перешёл в молодёжный состав клуба «Бока Хуниорс». В 1925 году Карлос ушёл в «Спортиво Барракас» и одновременно стал игроком «Атлетико Сан-Тельмо», так как они были членами разных футбольных ассоциаций страны, а затем клуб «Насьональ» из Адроге. Также футболист сыграл два товарищеских матчах за «Эстудиантес» и «Индепендьенте». Позже он вновь стал игроком «Атлетико Сан-Тельмо». В 1927 году Пеуселье перешёл в клуб «Спортиво» из Буэнос-Айреса. За эту команду он провёл 107 матчей и забил 31 гол. В 1931 году Пеуселье перешёл в «Ривер Плейт», заплативший за трансфер футболиста 10 тыс песо, при этом 7 тысяч достались самому футболисту и только 3 тысячи «Спортиво». Именно благодаря этому переходу за «Ривером» закрепилось прозвище «Миллионеры». В 1932 году он выиграл с клубом титул чемпиона Аргентины, при этом забив гол в финальной встрече с «Индепендьенте». Этот успех полузащитник повторил в 1936, 1937 и 1941 годах. Он провёл за клуб 327 игр — 118 голов.
В составе сборной Аргентины Пеуселье дебютировал 21 сентября 1928 года в матче Кубка Липтона с Уругваем (2:2). 16 июня 1929 года он забил первый мяч за национальную команду, поразив ворота сборной Уругвая. Годом позже Пеуселье поехал на чемпионат Южной Америки, где провёл все три матча и забил 1 гол в матче с перуанцами. Аргентинцы завоевали на первенстве золоые медали. В 1930 году Карлос стал участником первого чемпионата мира по футболу. В первой игре полузащитник на поле не вышел, зато провёл оставшиеся матчи. А в полуфинале со сборной США Пеуселье забил два гола. В финале с уругвайцами Карлос также забил мяч, но Аргентина проиграла со счётом 2:4. На крупном турнире Пеуселье сыграл лишь семь лет спустя, поехав на чемпионат Южной Америки. Он провёл первые 4 матча в стартовом составе, однако в финальной игре с Бразилией вышел на поле, заменив Роберто Черро. Перед заменой Карлос обратился к главному тренеру команды Мануэлю Сеоане: «Выпустите меня в качестве левого полузащитника, потому что они собираются атаковать в зоне Эрнето Лаццатти, и без этого мы проиграем. И выпустите на правый фланг Эрнесто де ла Мату». Тренер сделал так, как сказал Пеуселье, в результате бразильцы не забили, а де ла Мата дважды поразил их ворота. Последний матч за национальную команду полузащитник провёл 17 марта 1940 года против Бразилии на Кубке Рока, в матче где Пеуселье забил свой последний мяч в составе сборной. Всего он сыграл за сборную Аргентины 30 матчей и забил 13 голов, а также провёл один матч за вторую сборную Аргентины.
После окончания карьеры футболиста Пеуселье работал тренером в разных командах по всей Латинской Америке. При этом его тренерское кредо выражалось так: «Все идут вперёд, все отходят, все приходят, все уходят». Когда он был тренером, Нестор Росси сказал ему: «Ты был моим учителем. Ты научил меня играть на поле». На это Пеуселье заявил: «Нет, нет. Я не чей учитель. Как я тебя научу играть, если твои ноги - это все, что тебе нужно! Я никогда не давал никаких указаний. Единственные указания в футболе дает сама игра, в которую играют». Первой командой Карлоса стал «Ривер Плейт», с которой он работал с 1942 по 1949 год. В этот период он проработал с молодёжными составами командами, был ассистентом Ренато Чезарини, а также с 1944 по 1946 года тренировал основу клуба, именно в его период создав знаменитую «La Máquina». Хотя Карлос сказал, что основателем «La Máquin'ы» стал не он, а мать Адольфо Педернеры. Также он тренировал «Депортиво Кали», «Депортиво Саприсса», с которой занял первое место в чемпионате Коста-Рики в 1957 году в 1950 и 1961 годах, «Спортинг Кристал», «Олимпию» из Асунсьона, «Сан-Лоренсо», который под его руководством был лишь 20 дней и ассистентом главного тренера «Уракана». Во время работы в Колумбии Пеуселье также открыл первую в стране футбольную школу.

## Клубная статистика
| Сезон | Клуб                    | Лига    | Чемпионат | Чемпионат | Прочие | Прочие | Международные | Международные | Всего | Всего |
| Сезон | Клуб                    | Лига    | Игры      | Голы      | Игры   | Голы   | Игры          | Голы          | Игры  | Голы  |
| ----- | ----------------------- | ------- | --------- | --------- | ------ | ------ | ------------- | ------------- | ----- | ----- |
| 1927  | Спортиво (Буэнос-Айрес) | Примера | 33        | 8         | —      | —      | —             | —             | 33    | 8     |
| 1928  | Спортиво (Буэнос-Айрес) | Примера | 31        | 9         | —      | —      | —             | —             | 31    | 9     |
| 1929  | Спортиво (Буэнос-Айрес) | Примера | 11        | 3         | —      | —      | —             | —             | 11    | 3     |
| 1930  | Спортиво (Буэнос-Айрес) | Примера | 32        | 11        | 3      | 0      | —             | —             | 35    | 11    |
| 1931  | Ривер Плейт             | Примера | 29        | 10        | —      | —      | —             | —             | 29    | 10    |
| 1932  | Ривер Плейт             | Примера | 32        | 11        | 5      | 2      | —             | —             | 37    | 13    |
| 1933  | Ривер Плейт             | Примера | 33        | 11        | 7      | 2      | —             | —             | 40    | 13    |
| 1934  | Ривер Плейт             | Примера | 33        | 11        | —      | —      | —             | —             | 33    | 11    |
| 1935  | Ривер Плейт             | Примера | 32        | 10        | —      | —      | —             | —             | 32    | 10    |
| 1936  | Ривер Плейт             | Примера | 28        | 13        | —      | —      | —             | —             | 28    | 13    |
| 1937  | Ривер Плейт             | Примера | 33        | 14        | —      | —      | 1             | 1             | 34    | 15    |
| 1938  | Ривер Плейт             | Примера | 32        | 15        | 1      | 0      | 1             | 0             | 34    | 15    |
| 1939  | Ривер Плейт             | Примера | 27        | 10        | 2      | 0      | —             | —             | 29    | 10    |
| 1940  | Ривер Плейт             | Примера | 13        | 4         | —      | —      | —             | —             | 13    | 4     |
| 1941  | Ривер Плейт             | Примера | 15        | 4         | 2      | 0      | —             | —             | 17    | 4     |

1. ↑  Включает следующие турниры: Кубок противостояния Первого дивизиона диссидентских организаций[исп.], Кубок Беккара Варелы, Кубок Карлоса Ибаргурена, Кубок Адриана Эскобара
2. ↑  Включает следующие турниры: Кубок Альдао

## Достижения

### Как игрок
- Обладатель Кубка Липтона: 1928, 1937
- Чемпион Южной Америки: 1929, 1937
- Чемпион Аргентины: 1932, 1936, 1937, 1941
- Обладатель Кубка Альдао: 1936, 1937, 1941
- Обладатель Кубка Рока: 1939, 1940 (1), 1940 (2)

### Как тренер
- Чемпион Аргентины: 1945
- Обладатель Кубка Альдао: 1945
- Чемпион Коста-Рики: 1957